# Моджтабави, Абдулла
Сайед Абдулла Моджтабави (4 января 1925, Тегеран, Иран — 13 января 2012) — иранский борец, бронзовый призёр летних Олимпийских игр 1952 в Хельсинки по вольной борьбе.

## Биография
На летних Олимпийских играх в Хельсинки (1952) завоевал бронзовую медаль во 2-м полусреднем весе, становился бронзовым призёром чемпионата мира по борьбе в Хельсинки (1951), серебряным призёром первенства Европы в Стамбуле (1949).